# Feliks Dzierżyński
Feliks Edmundowicz Dzierżyński, ps. „Jacek”, „Jakub”, „Franek”, „Astronom”, „Józef”, „Domański” (ros. Феликс Эдмундович Дзержинский, ur. 30 sierpnia?/11 września 1877 w Oziembłowie, zm. 20 lipca 1926 w Moskwie) – polski i radziecki rewolucjonista i polityk. Działacz kolejno: SDKPiL, SDPRR oraz RKP(b) i WKP(b). Po przewrocie bolszewickim był organizatorem radzieckich służb bezpieczeństwa. Od 1917 stał na czele Czeka, GPU i OGPU. Z uwagi na współodpowiedzialność za represje polityczne podczas czerwonego terroru zyskał miano Żelaznego Feliksa, Krwawego Feliksa lub Czerwonego Kata. We współczesnej Białorusi uważany za bohatera narodowego.

## Życiorys

### Korzenie

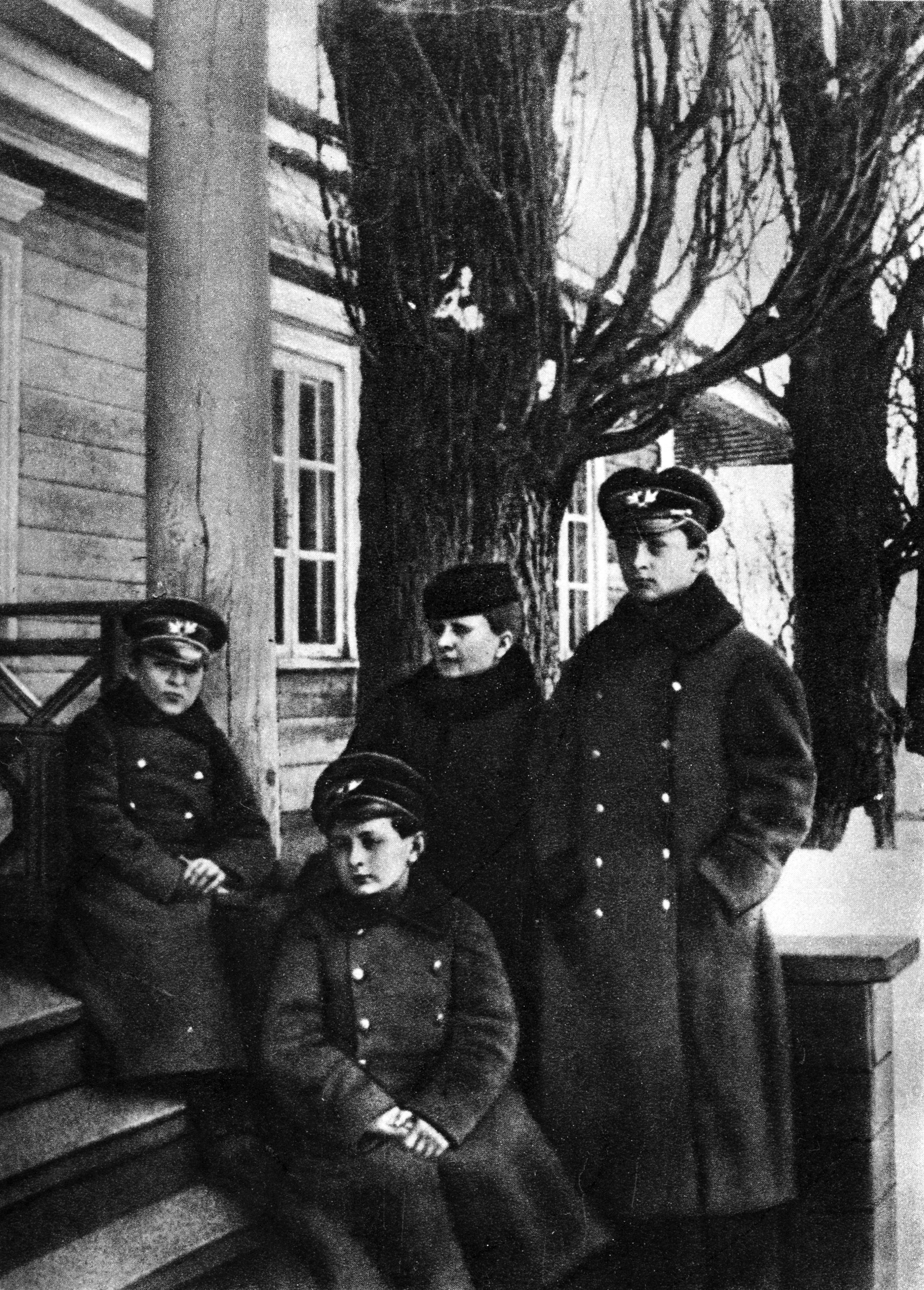
Feliks Dzierżyński z matką i braćmi przed domem w Dzierżynowie

Feliks był synem nauczyciela fizyki i matematyki, Edmunda Dzierżyńskiego i Heleny z Januszewskich. Edmund wywodził się ze starego szlacheckiego polsko-litewskiego rodu herbu Samson. Poza nim Dzierżyńscy mieli jeszcze 3 córki i 5 synów: Aldonę (1870–1966), Jadwigę (1871–1949), Wandę (1878–1892, zginęła niechcący postrzelona przez Feliksa podczas polowania, Witolda (1867–1868), Stanisława Czesława (1872–1917), Kazimierza (1875–1943), Ignacego (1879–1953) i Władysława (1881–1942) – profesora dr nauk medycznych, neurologa i psychiatrę. Ojciec zdobył wykształcenie na petersburskich uczelniach; jako „kandydat nauk” w 1869 r. był doradcą trybunału (ros. надворный советник) i został odznaczony carskim Orderem św. Anny. Matka, również osoba wykształcona, była miłośniczką muzyki, literatury polskiej i światowej, znającą biegle kilka języków.
Ojciec z racji słabego zdrowia szybko przeszedł na emeryturę, a stuhektarowy majątek rodzinny wydzierżawiał; rodzinę utrzymywał z dzierżawy i stosunkowo małej emerytury nauczycielskiej. Sytuację materialną rodziny pogorszyła jego śmierć (1882). Utrzymanie rodziny i opieka nad 8 dziećmi spadła na barki matki; ojciec przed śmiercią każdemu z 4 synów zapewnił po 1000 rubli na naukę. Aby umożliwić dzieciom kształcenie, w 1887 matka wraz z nimi przeniosła się do Wilna, gdzie Feliks rozpoczął naukę w gimnazjum, którą kontynuował do 1896. Powtarzał I klasę, głównie ze względu na język rosyjski, którego nauka przychodziła mu z trudem; z powodzeniem dawał sobie natomiast radę z przedmiotami ścisłymi, szczególnie z matematyką i fizyką; jak większość polskich uczniów tamtego okresu Dzierżyński, obok wykładanej po rosyjsku literatury i historii Rosji, w systemie samokształceniowym uczył się historii i literatury polskiej. Okres gimnazjalny wspominał niechętnie, podobnie jak i jego bracia; raziły w gimnazjum tresura uczniów, szpiclowanie, obowiązek modlitw za cara i jego rodzinę. Przejawiał w gimnazjum buntowniczą postawę, będąc z natury porywczym. Nie uzyskał matury i nie odbył studiów uniwersyteckich. Tłumaczył wiersze Dierżawina, Puszkina, Lermontowa, Niekrasowa, Kolcowa i sam pisał wiersze. Umiał grać na fortepianie, wykonywał utwory Fryderyka Chopina i Stanisława Moniuszki.

### Działalność opozycyjna wobec caratu

#### Początki działalności w ruchu antycarskim i socjaldemokracji

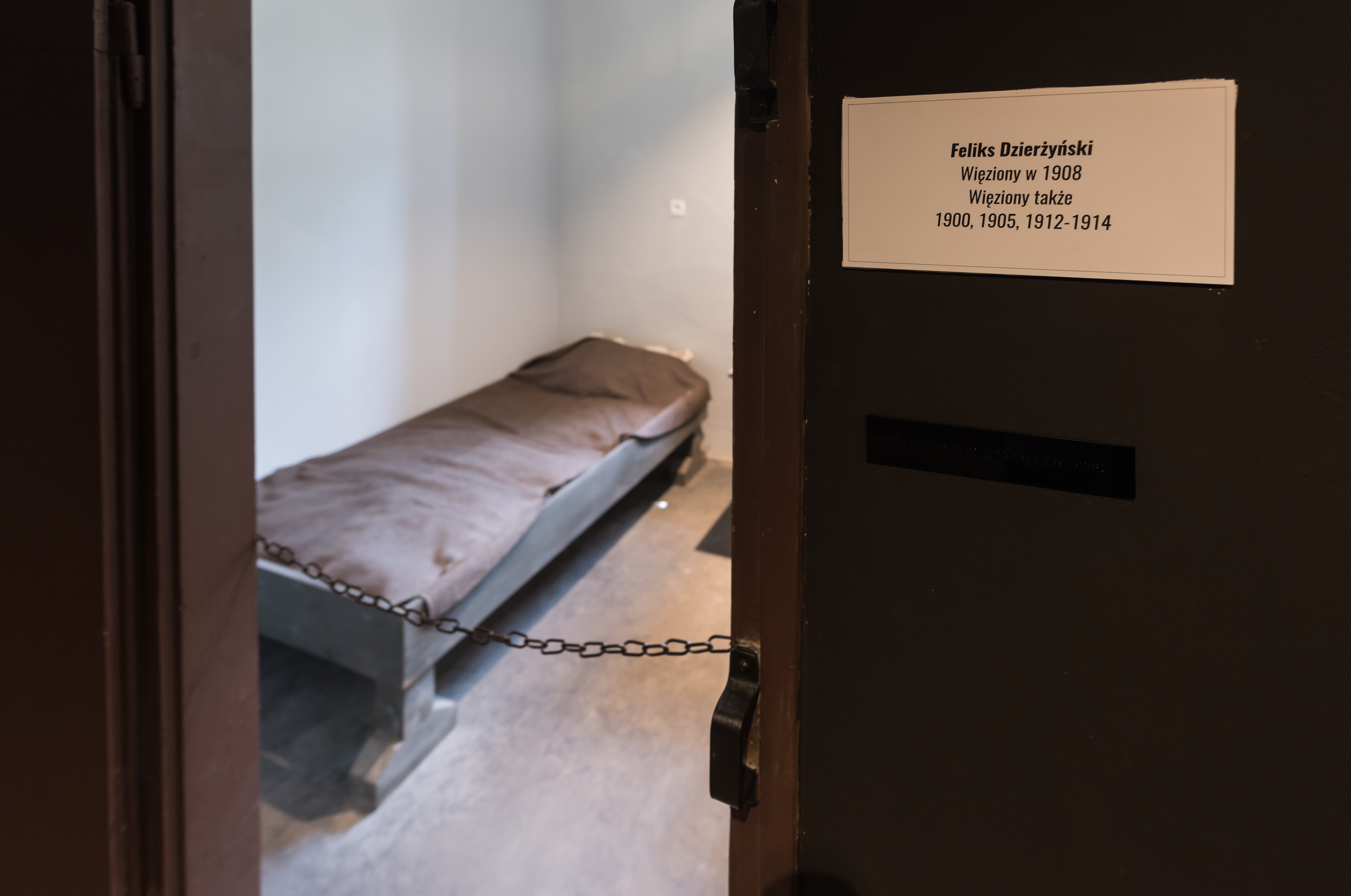
Cela w X Pawilonie Cytadeli Warszawskiej, w której więziony był Feliks Dzierżyński

Jeszcze w gimnazjum (1894) związał się z polską socjaldemokracją. Początkowo nie przejawiał radykalnych poglądów i był raczej działaczem umiarkowanym i nastawionym patriotycznie. Z ideą socjaldemokracji zapoznał się po lekturze pism reformistycznych teoretyków takich jak Karl Kautsky i August Bebel, którzy postulowali legalne działanie i sprzeciwiali się rewolucjonizmowi. Równocześnie należał do „Serca Jezusowego” będącego katolicko-narodową organizacją mającą na celu walkę o niepodległość i utrzymującą dobre relacje z ruchem socjalistycznym. Przynależności do tejże organizacji w późniejszych latach żałował, twierdząc, że jako młody człowiek błądził po omacku, nie będąc jeszcze pewny swoich poglądów politycznych. Z czasem porzucił poglądy socjalpatriotyzmu i przeszedł na stanowisko internacjonalizmu.
Od 1895 r. działał w Litewskiej Socjal - Demokracji. W 1897 partia skierowała go do Kowna, gdzie redagował nielegalną gazetę w języku polskim „Robotnik Kowieński”, używając pseudonimu „Jacek”. Został aresztowany 29 lipca 1897, był więziony w Kownie i Wilnie, a w następnym roku zesłano go na 3 lata do Nolińska w guberni wiackiej; przeniesiony do Kajgrodu w tejże guberni. 28 sierpnia 1899 zbiegł z zesłania i przybył przez Moskwę i Wilno do Warszawy. Tutaj w imieniu grupy secesjonistów (na cele z Kazimierzem Truszewskim - Zalewskim) z Litewskiej Socjal - Demokracji, którzy uważali współpracę z rosyjskimi socjaldemokratami za drogę do skutecznej walki z caratem, nawiązał kontakt z grupką dawnych działaczy rozbitej przez carską policję Socjaldemokracji Królestwa Polskiego skupionych wokół Jana Rosoła. Niedługo potem udał się do Wilna gdzie w imieniu grupy warszawskiej wraz z kilkoma  wileńskimi działaczami socjaldemokracji oraz grupy „Związek Robotniczy” skupionej wokół Stanisława Trusiewicza-Zalewskiego, powołano do życia Socjaldemokrację Królestwa Polskiego i Litwy (SDKPiL).  Został ponownie aresztowany w Warszawie 4 lutego 1900 i osadzony w X Pawilonie Cytadeli Warszawskiej, następnie w więzieniu w Siedlcach, po czym zesłano go do Wierchojańska na Syberii; stamtąd zbiegł 25 czerwca 1902 i przybył do Berlina. W trakcie pobytu na zesłaniu porzucił wiarę katolicką, deklarując jednak w dalszej mierze szeroko rozumiane chrześcijaństwo i postać Jezusa.

#### Pobyt na emigracji

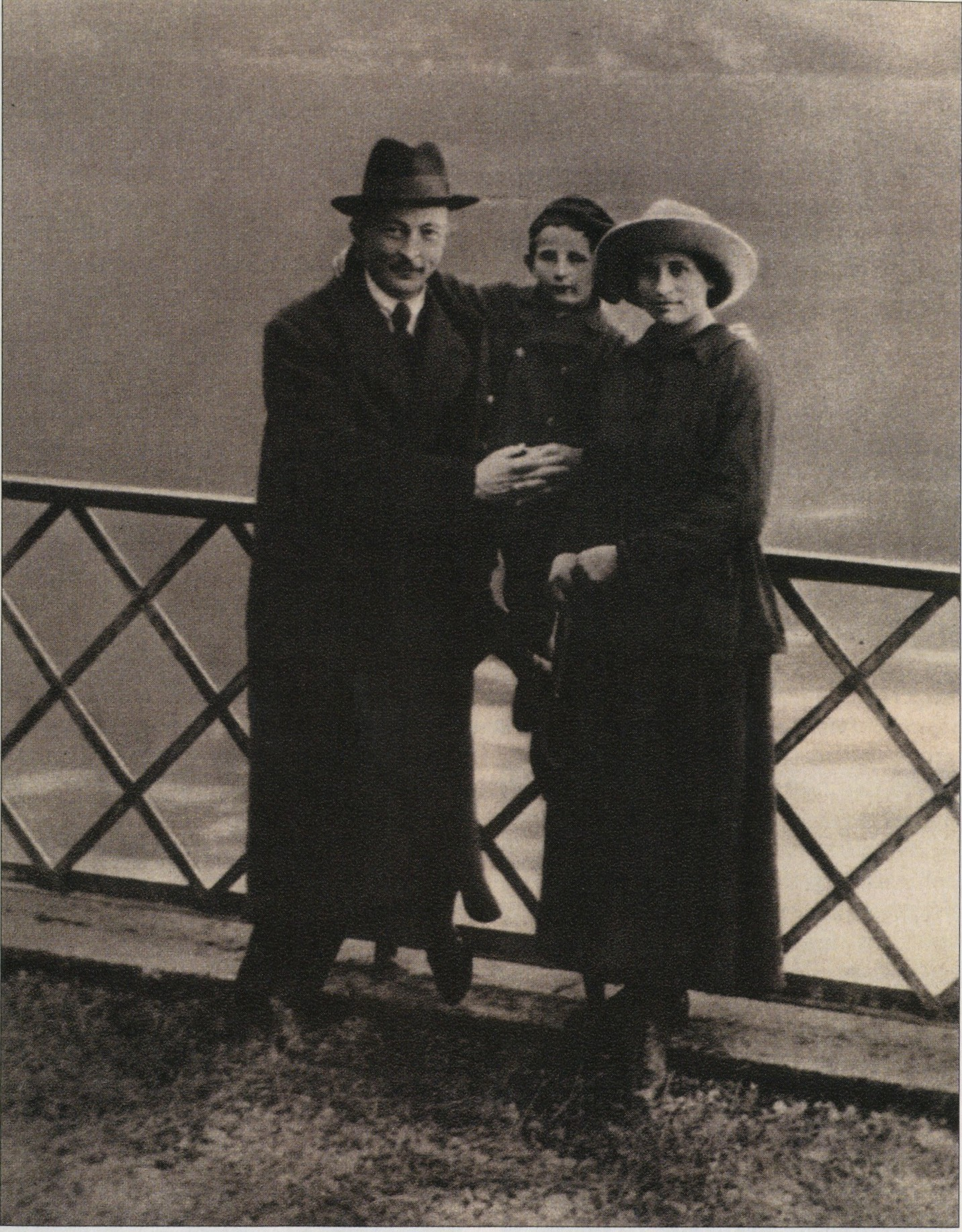
Dzierżyński z żoną Zofią i synem Janem w Lugano (Szwajcaria), październik 1918

W Berlinie spotkał czołowych działaczy SdKPiL na emigracji – Różę Luksemburg, Juliana Marchlewskiego, Adolfa Warskiego i Leona Jogichesa. W Berlinie został sekretarzem Komitetu Zagranicznego SDKPiL (w którego skład wszedł), który to komitet przejął władzę w SDKPiL, oraz zaczął wydawać pismo „Czerwony Sztandar”. Róża Luksemburg zwróciła uwagę na młodego działacza, dostrzegając jego pracowitość, ale także skłonności do fanatyzmu i sekciarstwa, już wtedy porównując jego poglądy do rosyjskich bolszewików. Aby móc łatwiej kolportować pismo na teren kraju wyjechał do Krakowa, który cieszył się wtedy sporą autonomią. Pobyt na zesłaniu mocno przyczynił się do pogorszenia jego stanu zdrowia, stąd też za namową kolegów z partii na dwa tygodnie udał się na urlop zdrowotny do Szwajcarii, po czym udał się do sanatorium w Zakopanem.
W lipcu 1904 roku udał się do Berlina, gdzie wziął udział w IV Zjeździe SdKPiL, który zwołał wraz z Warskim celem omówienia planów zjednoczenia z Socjaldemokratyczną Partią Robotniczą Rosji. Zjednoczeniowe plany zostały na Zjeździe odrzucone przez Różę Luksemburg ze względu na prawo do samostanowienia narodów, co zostało przez Dzierżyńskiego poparte. W trakcie wojny rosyjsko-japońskiej udał się do Warszawy. Pełnił rolę korespondenta wojennego dla pism socjaldemokratycznych. Pod koniec roku pomógł przedstawicielom mienszewików w Warszawie powołać do życia tajną Wojskowo-Rewolucyjną Organizację SDPRR.

#### Udział w rewolucji 1905 roku
Brał udział w rewolucji z lat 1905–1907 m.in. prowadząc demonstrację 1 maja 1905, nazwaną wówczas przez konkurencyjny PPS krwawą awanturą (Dzierżyński nie pozostawał PPS-owi dłużny i politykę partii określał mianem prowokacyjnej i przynoszącej więcej szkód aniżeli pożytku), za co został aresztowany 30 lipca 1905, osadzony w X Pawilonie Cytadeli Warszawskiej i skazany na 11 lat zesłania; został zwolniony w następstwie amnestii 2 listopada 1905.
W kwietniu 1906 wziął udział w Zjeździe Zjednoczeniowym SDPRR w Sztokholmie, gdzie poznał Włodzimierza Lenina. Lenin stał się jego autorytetem i mentorem, a on sam gorliwie popierał jego postulat wprowadzenia dyktatury proletariatu. Dzierżyński w tym czasie często był przez rosyjskich socjaldemokratów mylnie określany jako ideowy zwolennik mienszewizmu. W wyniku postanowień Zjazdu Zjednoczeniowego, SdKPiL została autonomiczną sekcją SDPRR. W lipcu 1906 roku wskutek umowy między rosyjskimi socjaldemokratami a SdKPiL wybrany został w skład Komitetu Centralnego SDPRR.
26 grudnia 1906 został aresztowany w trakcie narady z Bundem i zwolniony za kaucją 1000 rubli. Kaucja pochodziła ze składek członków partii SdKPiL, a poprzez przekupnych funkcjonariuszy Ochrany (usunęli oni znalezione przy Dzierżyńskim podczas aresztowania nielegalne dokumenty, likwidując w ten sposób obciążające go dowody) dostarczył ją władzom więziennym jego brat Ignacy. Aresztowany znowu w Warszawie 16 kwietnia 1908 osadzony został – jak zwykle – w X Pawilonie Cytadeli Warszawskiej. W 1909 został zesłany na Syberię, skąd pod koniec roku zbiegł. W 1910 w celach leczniczych przybył do Włoch, na wyspę Capri. Poznał tam Maksima Gorkiego, który wspomagał go wcześniej finansowo.

#### Pięcioletni pobyt w więzieniu

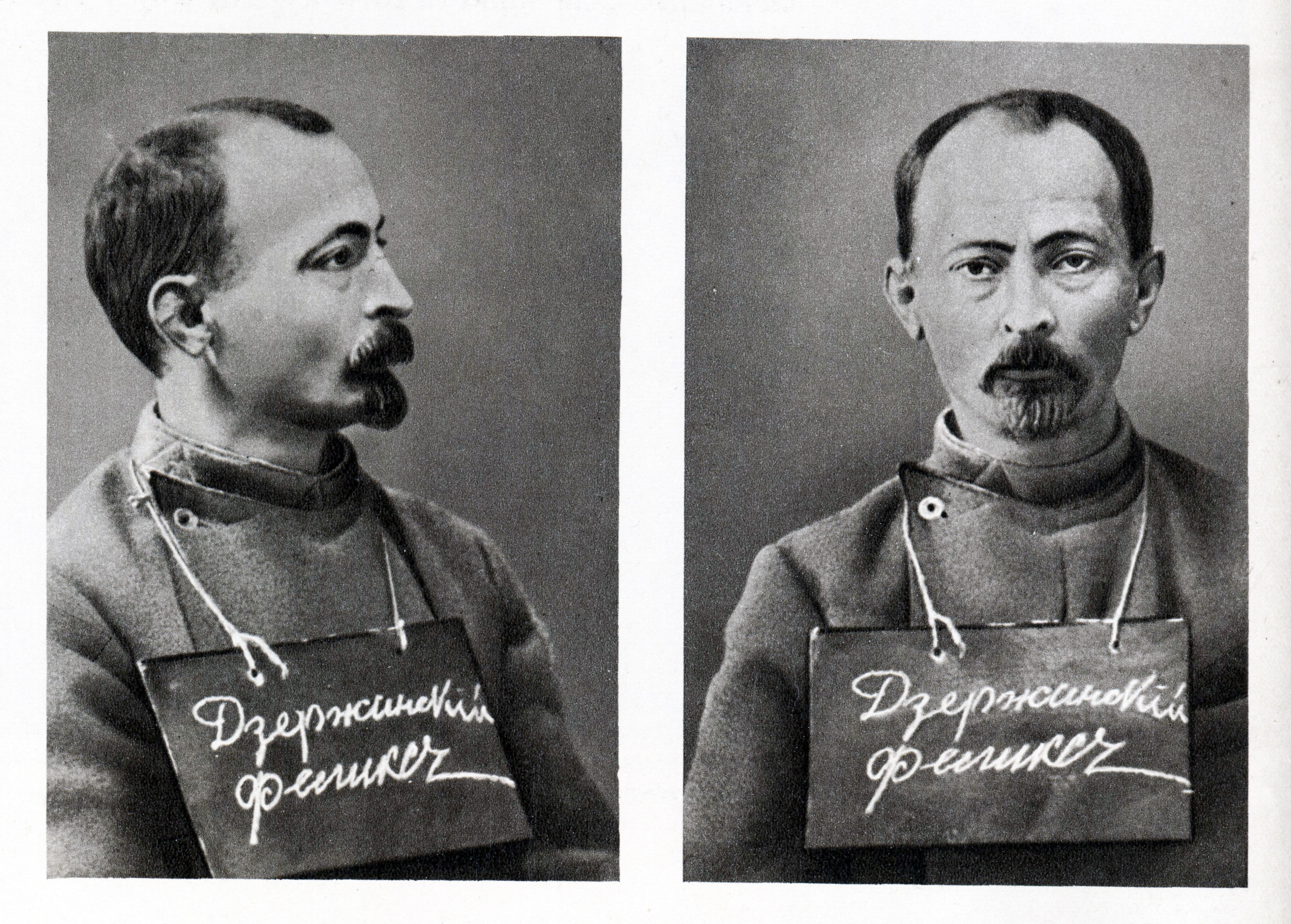
Dzierżyński w więzieniu w Orle, 1914

Po opuszczeniu Capri w marcu 1910 powrócił do Krakowa. 10 listopada 1910 w kościele św. Mikołaja poślubił Zofię Julię Muszkat. Zofia Muszkat była córką działacza socjalistycznego pochodzenia żydowskiego, Zygmunta Muszkata. 23 czerwca 1911 urodził im się jedyny syn – Jan (zm. 1960). Przeciwnik siłowych metod zwalczania opozycji (związanej ze Stanisławem Trusiewicem - Zalewskim) wewnątrz SDKPiL. W 1912 roku skierowany przez władze partii do Warszawy celem zwalczania tzw. "rozłamowców" na czele z Józefem Unszlichtem, skonfliktowanych z władzami partii m.in. na tle tłumienia przez władze partii wewnętrznej krytyki oraz stosunku do bolszewików ("rozłamowcy" byli ich zwolennikami). 1 września 1912 został po raz szósty aresztowany. W wyniku tego spędził dwa lata w znanym mu już X Pawilonie Cytadeli Warszawskiej. Aresztowanie uniemożliwiło współpracę z Leninem, który w latach 1912–1914 przebywał w Krakowie i w Białym Dunajcu. Po rozprawie sądowej 29 kwietnia 1914 został skazany na 3 lata katorgi. W związku z wybuchem I wojny światowej, 28 lipca 1914 deportowano go z Warszawy do Orła w głębi Rosji. Więzienie w Orle cieszyło się reputacją miejsca, gdzie strażnicy zachowywali się wobec więźniów, szczególnie tych polskiego pochodzenia, w wyjątkowo okrutny sposób. W proteście przeciwko takiemu traktowaniu wraz ze współosadzonymi działaczami PPS – Tadeuszem Wieniawą-Długoszowskim (który później wydał wspomnienia, w których opisał postać Dzierżyńskiego) i Aleksandrem Prystorem wziął udział w proteście przeciwko warunkom przytrzymywania więźniów politycznych.
Następnie przeniesiono do więzienia w Mceńsku, a w końcu, po ponownym osadzeniu i skazaniu na 6 lat katorgi, osadzono w więzieniu Butyrki w Moskwie. Według Richarda Pipesa, jedenastoletni pobyt w rosyjskich więzieniach i na katordze w istotny sposób wpłynął na jego późniejszą chęć zemsty na elitach reżimu carskiego i przyczyniły się do podłamania się jego kondycji psychicznej.

### Działalność w rewolucji rosyjskiej
1 marca 1917 rewolucyjne oddziały zdobyły więzienie i uwolniły więźniów politycznych, wśród nich Dzierżyńskiego. Po wyjściu na wolność poparł on nurt bolszewicki rewolucji lutowej. Na łamach ruchu bolszewickiego wziął udział w obradach Moskiewskiej Rady Delegatów Robotniczych. W Moskwie występował przeciwko mienszewikom i eserowcom. Z czasem udał się z Moskwy do Piotrogrodu, gdzie znajdowało się centrum rewolucyjnych zdarzeń; przybył tam także Lenin, przetransportowany przez Niemców specjalnym pociągiem. Po przybyciu Lenina do Rosji Dzierżyński, wciąż popierając poglądy R. Luksemburg w kwestii narodowej, pozostaje w sporze z Leninem, który głosi hasło prawa narodów Rosji do samostanowienia aż do oderwania się włącznie. W październiku 1917 r. jako jeden z reprezentantów bolszewików wchodzi w skład Rady Państwowej, tzw. przedparlamentu, która miała sprawować funkcje władzy ustawodawczej do czasu zwołania Konstytuanty. 23 października wszedł do Centrum Wojskowo-Rewolucyjnego, mającego przeprowadzić pucz bolszewicki znany w historii jako rewolucja październikowa. Na październikowym zjeździe Rad wybrany w skład Centralnego Komitetu Wykonawczego. W listopadzie 1917 r. odbywa się I Konferencja grup SDKPiL w Rosji - Dzierżyński wchodzi w skład kierownictwa organizacji. 
Jak twierdził Bernard Bromage, Dzierżyńskiego po jego pierwszej ucieczce z Syberii we wrześniu 1899 przez kilka dni ukrywał w swoim domu w Moskwie adwokat Aleksander Lednicki (współtwórca rosyjskiej Partii Konstytucyjno-Demokratycznej (tzw. kadetów)). Jak uważa syn Lednickiego, Wacław, ojciec nigdy nie wspominał o tym fakcie i mógł nie znać tożsamości uciekiniera z zesłania, którego jak wielu innych potrzebujących pomocy rodaków, zaopatrzył w pieniądze i żywność. Pojawiają się jednak spekulacje, iż Dzierżyński był wdzięczny Lednickiemu za okazaną pomoc; po przejęciu władzy w Rosji przez bolszewików dzięki poparciu Dzierżyńskiego mogło przez jakiś czas istnieć w Moskwie dyplomatyczne przedstawicielstwo Rady Regencyjnej Królestwa Polskiego (wcześniej Komisja Likwidacyjna do spraw Królestwa Polskiego), którym kierował Lednicki.

### Działalność w Rosji Radzieckiej i ZSRR
W Rosji Radzieckiej należał do ścisłego kierownictwa partii komunistycznej, był bliskim współpracownikiem Lenina. W latach 1917–1926 stał na czele Nadzwyczajnej Komisji ds. Walki z Kontrrewolucją i Sabotażem (ros. ЧК, Czeka, czerezwyczajka), którą sam zorganizował na prośbę Rady Komisarzy Ludowych. Organizacja była odpowiedzialna za masowe represje na „wrogach ludu”: przeciwnikach politycznych, ale także „obcych klasowo” ziemianach, przedsiębiorcach, duchownych.
Na przełomie stycznia i lutego 1918 roku był przeciwnikiem koncepcji Lenina zawarcia separatystycznego pokoju z państwami Centralnymi. Domagał się prowadzenia wojny rewolucyjnej bez względu na koszty uznając, że wcześnie czy później w Niemczech wybuchnie rewolucja. W 1918 przejął też kontrolę nad systemem więziennictwa Rosji Radzieckiej. W lipcu 1918, w trakcie próby puczu przeprowadzonej przez lewicowych eserów, został aresztowany, a następnie uwolniony przez oddział pod dowództwem Jukumsa Vācietisa. W marcu 1918 wziął udział w VII Zjeździe Rosyjskiej Partii Komunistycznej w Piotrogrodzie, w trakcie trwania którego został wybrany do KC partii.
W 1920, w trakcie wojny polsko-bolszewickiej, został członkiem Tymczasowego Komitetu Rewolucyjnego Polski w Białymstoku. Po porażce bolszewików w wojnie jego udział w sprawach polskich był minimalny (wykazywał pewne zainteresowanie Komunistyczną Partią Robotniczą Polski) i skupił się on w całości na polityce rosyjskiej.
W latach 1921–1924 był komisarzem ludowym komunikacji, od 1924 przewodniczącym Najwyższej Rady Gospodarczej ZSRR. 27 stycznia 1921 roku został przewodniczącym Ogólnorosyjskiej Komisji dla polepszenia bytu dzieci. Członek Tymczasowego Kolegium Edukacyjnego mającego zajmować się pracą edukacyjną wśród Polaków przebywających w Moskwie
Po reorganizacji Czeka był szefem powstałych na jej miejsce GPU i OGPU. Jako szef tych instytucji kontynuował terror względem przeciwników politycznych. Był zwolennikiem wprowadzenia NEP-u, który jednak przyczynił się do osłabienia jego pozycji w państwie. Po śmierci Lenina w walce o władzę w partii bolszewickiej opowiedział się po stronie Józefa Stalina. W połowie lat 20. ze Stalinem i Grigorijem Zinowiewem przeprowadził marginalizację Lwa Trockiego.
20 lipca 1926 podczas posiedzenia plenum Komitetu Centralnego WKP(b) Dzierżyński doznał ataku serca. Wezwany lekarz zaaplikował mu zastrzyk z kamfory oraz krople walerianowe. Po upływie trzech godzin Dzierżyński został przewieziony do swojego mieszkania, gdzie zmarł o godzinie 16:40. W trakcie pogrzebu, który odbył się dwa dni później, trumnę z jego zwłokami nieśli m.in. Stalin i Trocki. Pochowano go na Cmentarzu przy Murze Kremlowskim.

## Upamiętnienie
Po śmierci Dzierżyńskiego miasto Kojdanów, znajdujące się blisko jego miejsca urodzenia, nazwano od jego nazwiska „Dzierżyńsk” (w latach 30. XX wieku stolica autonomicznego obwodu polskiego – Dzierżyńszczyzny). Jego nazwiskiem nazwano również niezliczoną liczbę ulic, szkół i innych instytucji. Również najwyższe wzniesienie Białorusi otrzymało jego nazwisko (Dzierżyńska Góra – 345 m n.p.m.). W Rosji jego imieniem nazwano Stalingradzką Fabrykę Traktorów. 26 lipca 1926 jego imię otrzymała 8 Dywizja Strzelców.
W latach 1950–1989 imię Dzierżyńskiego nosił plac Bankowy w Warszawie, a na samym placu wznosił się jego pomnik.
Imię Dzierżyńskiego nosiło w latach 1944–1989 szereg zakładów i instytucji, m.in.:
- Pierwsza Fabryka Lokomotyw w Polsce „Fablok” Spółka Akcyjna
- Huta Bankowa w Dąbrowie Górniczej
- Akademia Spraw Wewnętrznych,
- Wyższa Szkoła Oficerska w Legionowie,
- Wojskowa Akademia Polityczna,
- Centrum Szkolenia Wojskowej Służby Wewnętrznej
- Fabryka Samochodów Ciężarowych „Star” (obecnie MAN Bus Sp. z o.o.),
- Zakłady Azotowe w Tarnowie (obecnie Grupa Azoty)

Ostatnia w Polsce ulica Feliksa Dzierżyńskiego znajdowała się we wsi Wójcin nad Prosną. W 2017 nazwę zmieniono na ul. Makową.
W 1978 zwodowano masowiec dla Polskiej Żeglugi Morskiej typu B571/I „Feliks Dzierżyński”, przemianowany w 1990 na „Reduta Ordona”, złomowany w Chittagong po 2008.
Ogromny pomnik Feliksa Dzierżyńskiego znajdował się w latach 1958-1991 przed siedzibą KGB na placu Łubiańskim w Moskwie, po czym został przeniesiony do parku obok Galerii tretiakowskiej, obecnie pojawiają się postulaty jego przywrócenia na dawne miejsce. W 2006 jego pomniejszona kopia została ustawiona na terenie Akademii Wojskowej w Mińsku na Białorusi, gdzie Dzierżyński nadal czczony jest jako bohater narodowy. Naprzeciwko siedziby Komitetu Bezpieczeństwa Państwowego Republiki Białoruskiej w Mińsku znajduje się pomnik Feliksa Edmundowicza Dzierżyńskiego. 7 października 2004 otwarte zostało muzeum Feliksa Dzierżyńskiego w zrekonstruowanym dworku Dzierżyńskich (oryginalny został spalony przez Niemców w lipcu 1943). W otwarciu uczestniczył prezydent Białorusi – Alaksandr Łukaszenka, pozostawiając pierwszy wpis w księdze gości. Przed popiersiem Dzierżyńskiego przy dworku składają przysięgę kursanci Wyższej Szkoły KGB Białorusi.
Oprócz Kojdanowa na Białorusi, istniały jeszcze miasta: Dzierżyńsk w Rosji oraz Dzerżyńsk (obecnie Torećk) i Dnieprodzierżyńsk (Kamieńskie) na Ukrainie, a także kilka wsi i osiedli o tej nazwie. Na jednej z centralnych ulic Mińska i w mieście Ługańsk stoją nadal jego pomniki.
W Polsce istniała organizacja młodzieżowa Lewica Bez Cenzury im. Feliksa Dzierżyńskiego (założona w 2007). Jej portal internetowy został zamknięty w październiku 2008, co było konsekwencją toczącego się postępowania karnego przeciwko jego twórcom w związku z propagowaniem nienawiści i nawoływaniem do przestępstwa.
11 września 2012, w 135-lecie urodzin Dzierżyńskiego, odsłonięto jego pomnik w miejscowości Tiumeń położonej w środkowej Rosji. 17 grudnia 2012, w 95. rocznicę utworzenia Czeki, odsłonięto pomnik radzieckich służb bezpieczeństwa w Mińsku na terenach Instytutu Narodowego Bezpieczeństwa Białorusi, na którym widnieje m.in. płaskorzeźba przedstawiająca Feliksa Dzierżyńskiego.
W 2017 pomnik Dzierżyńskiego odsłonięto na terenie Akademii Policyjnej w Hanoi w Wietnamie.

## Galeria

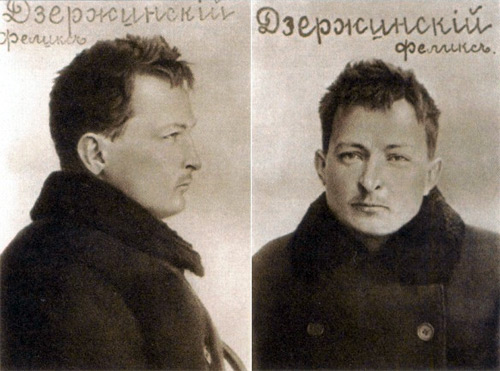
Zdjęcie Feliksa Dzierżyńskiego z akt carskiej Ochrany z 1902
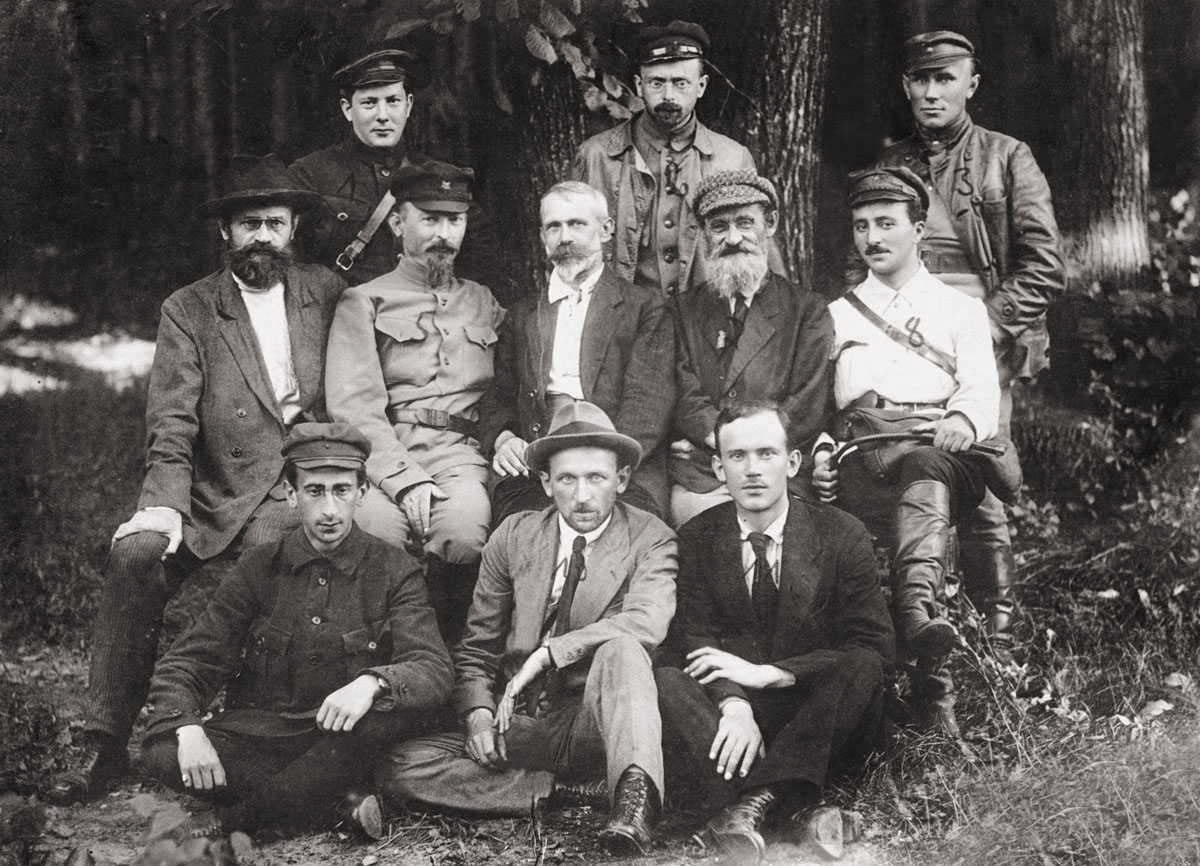
Feliks Dzierżyński (drugi od lewej w środkowym rzędzie) na czele Tymczasowego Komitetu Rewolucyjnego Polski w lecie 1920
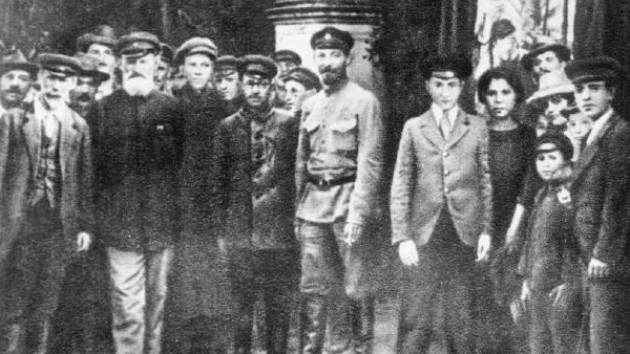
Dzierżyński (pośrodku) w Białymstoku w 1920
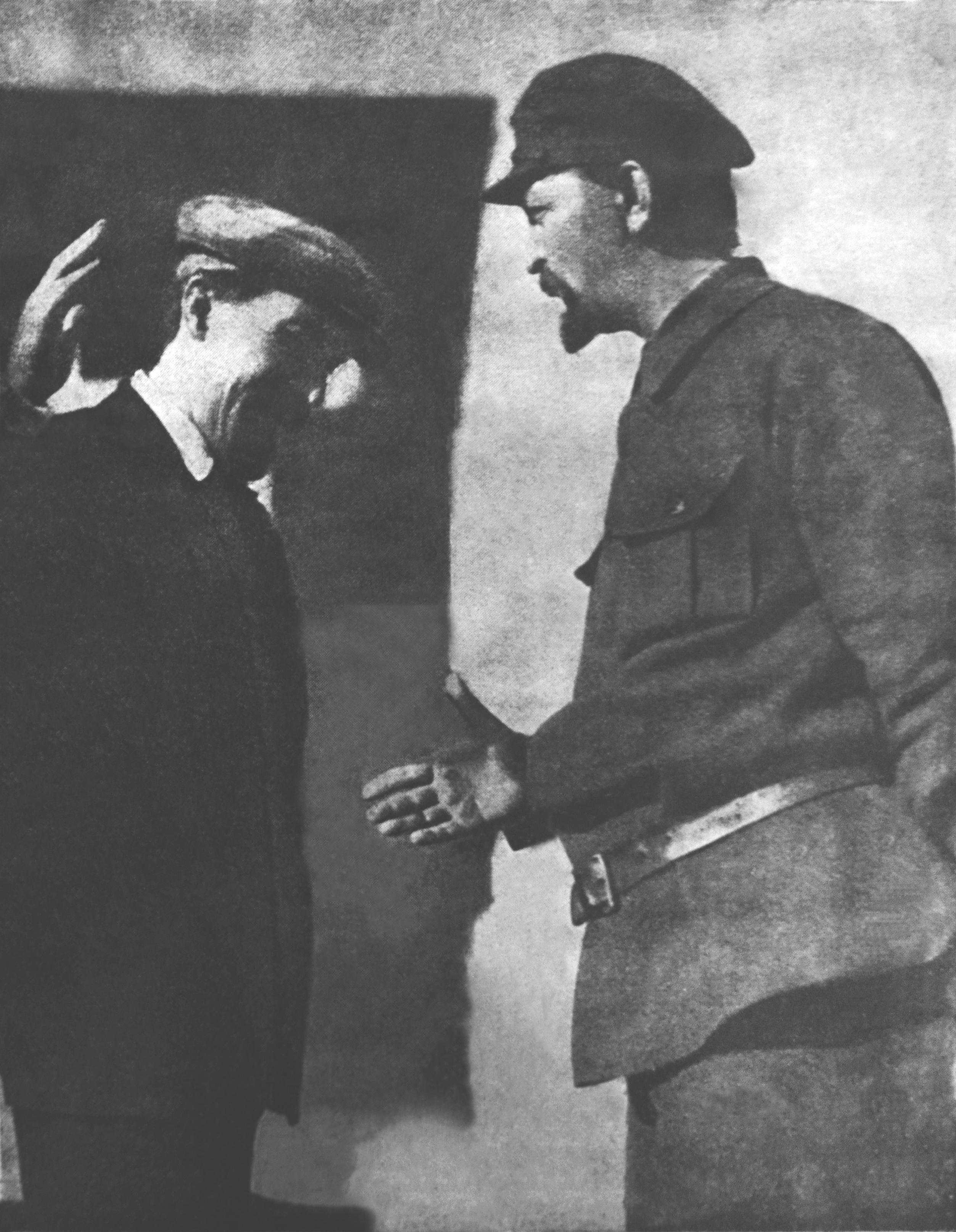
Feliks Dzierżyński i Aleksiej Rykow w 1924
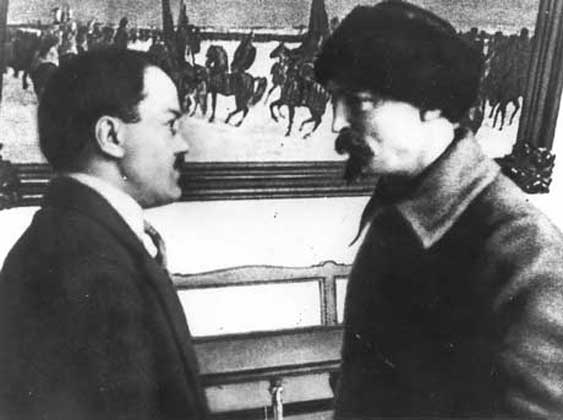
Dzierżyński i Mołotow w 1924
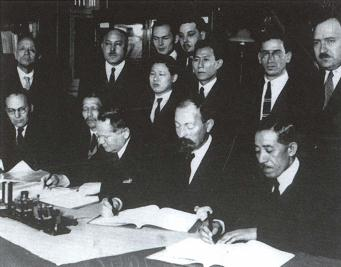
Dzierżyński (drugi od lewej, przy stole) podczas podpisywania japońsko-radzieckiej umowy handlowej w 1925
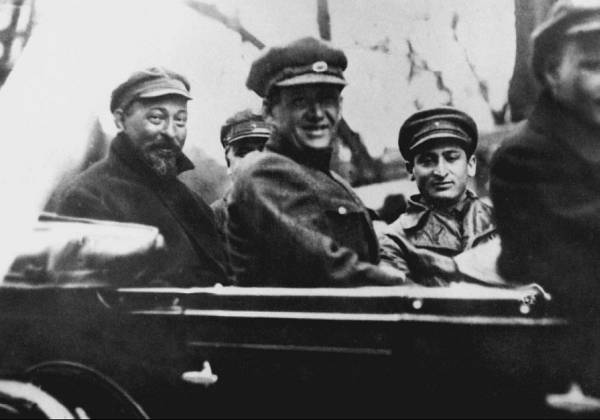
Feliks Dzierżyński (po lewej) w Charkowie w 1926
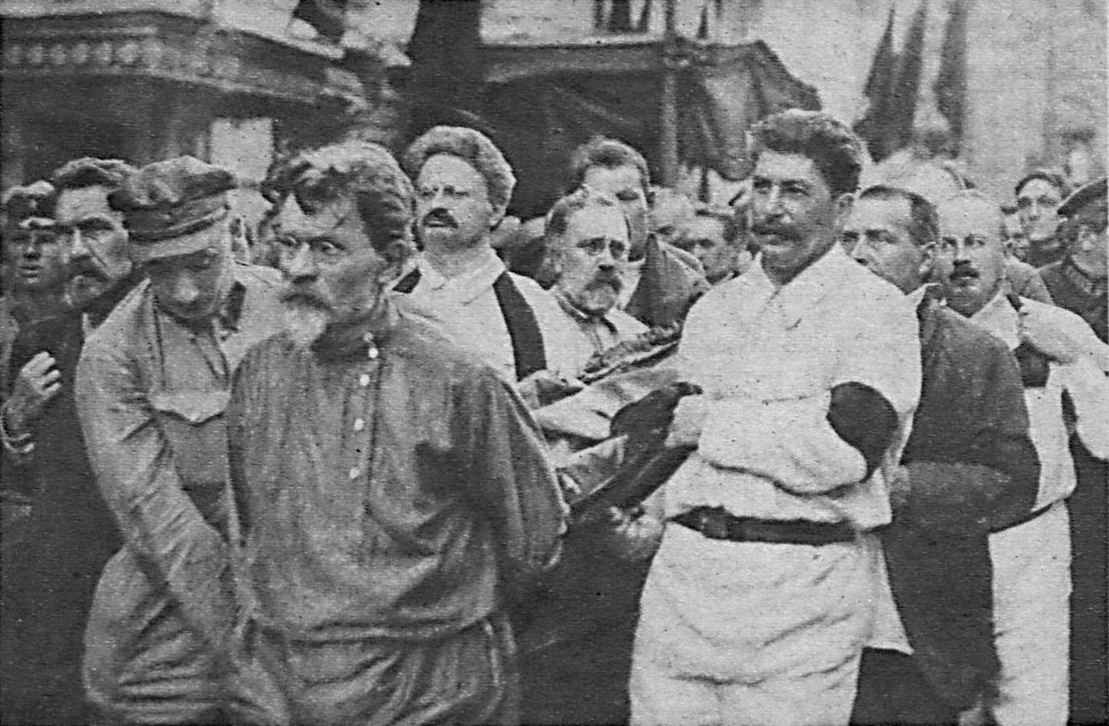
Pogrzeb Dzierżyńskiego w 1926
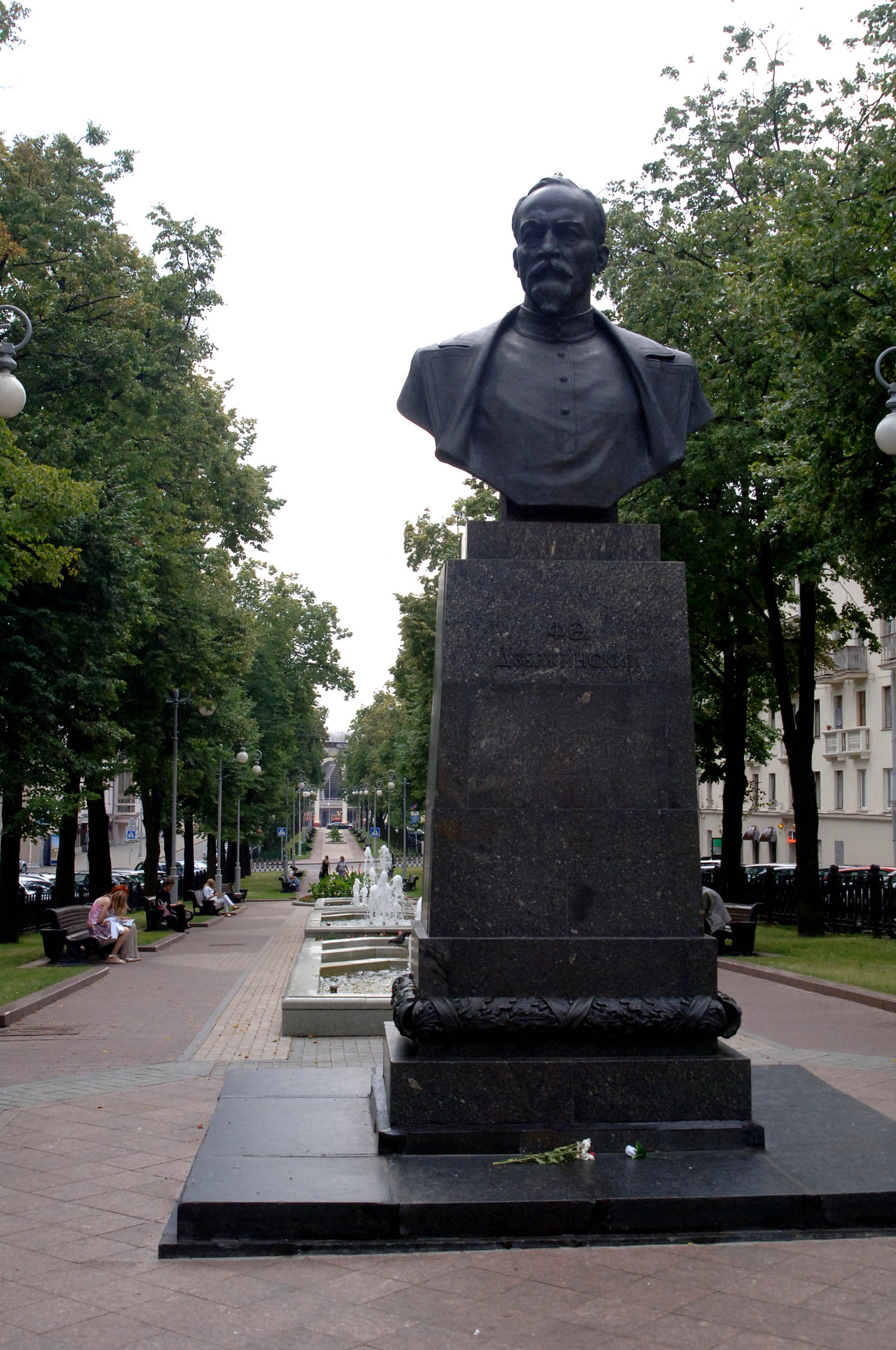
Pomnik Feliksa Dzierżyńskiego w Mińsku
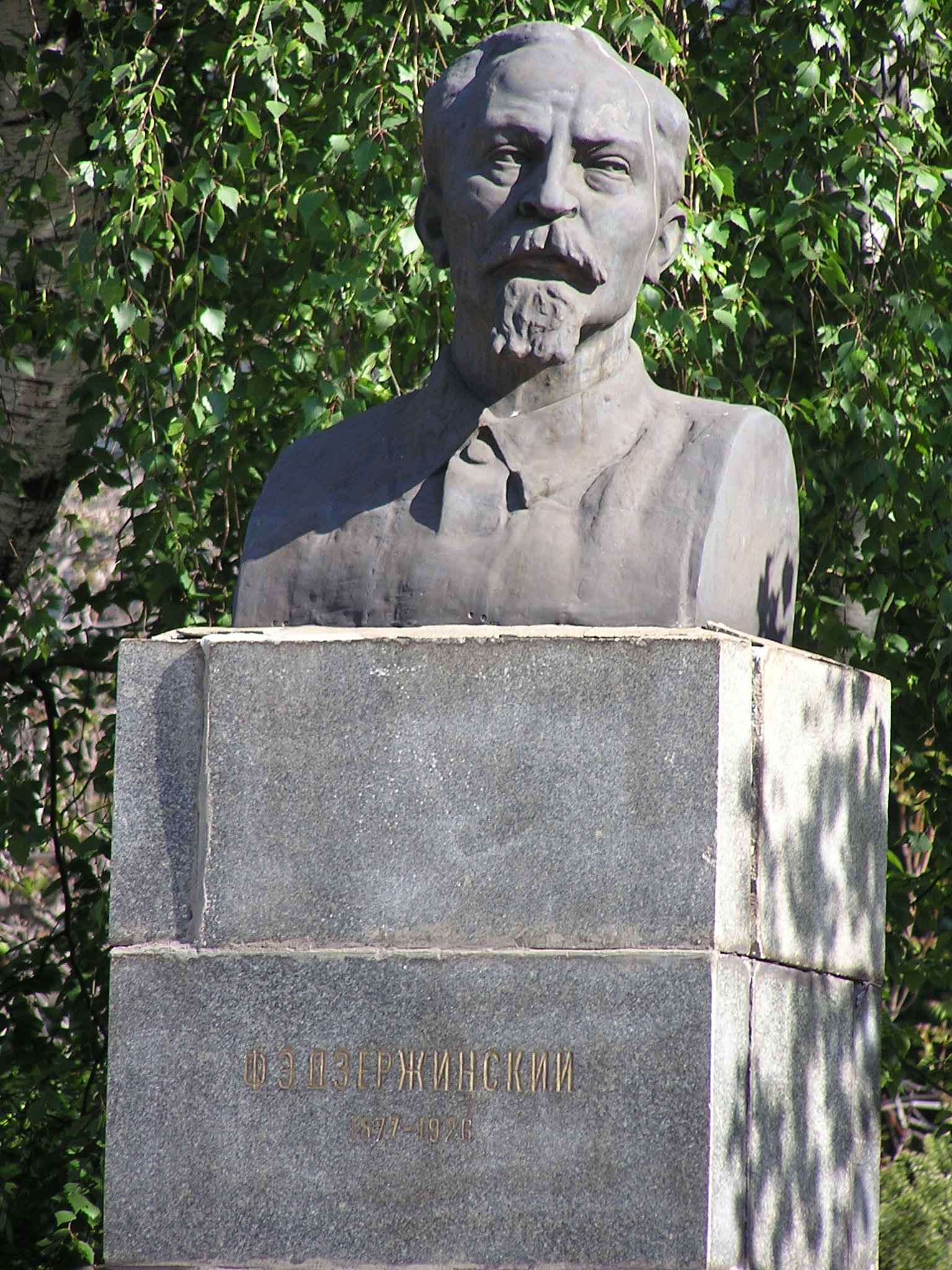
Pomnik Dzierżyńskiego w Doniecku
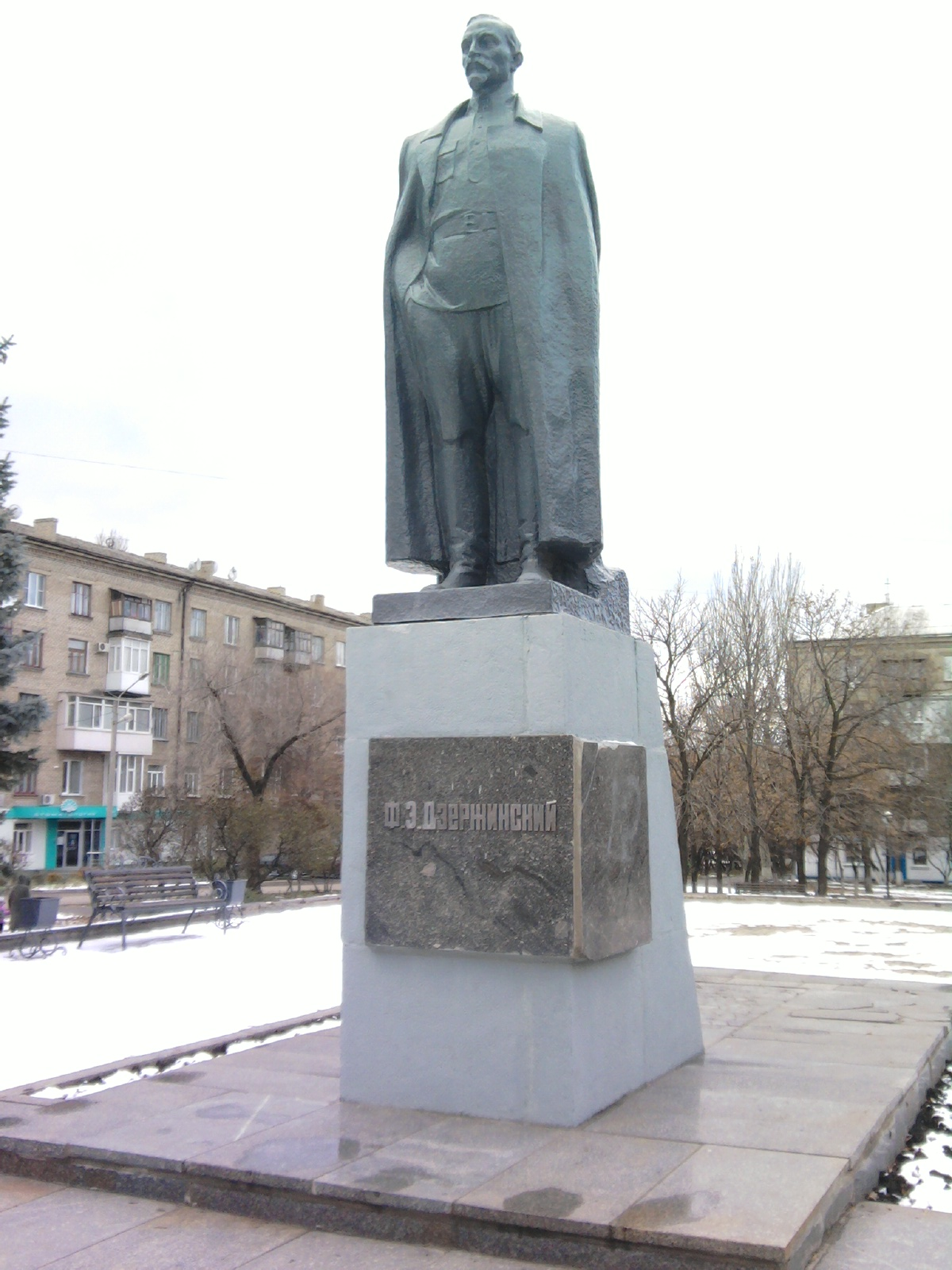
Pomnik Feliksa Dzierżyńskiego w Ługańsku
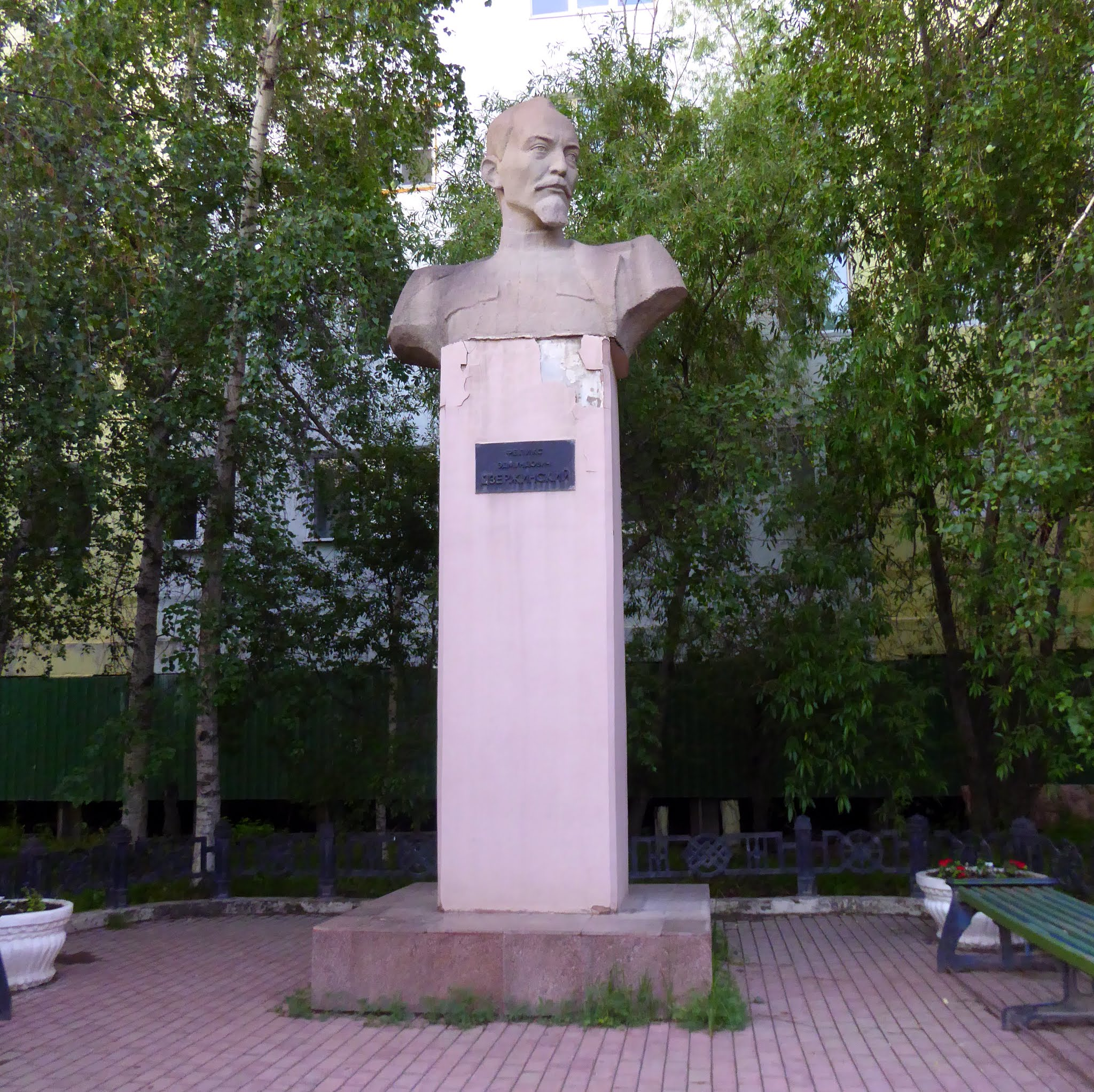
Pomnik Feliksa Dzierżyńskiego w Jakucku
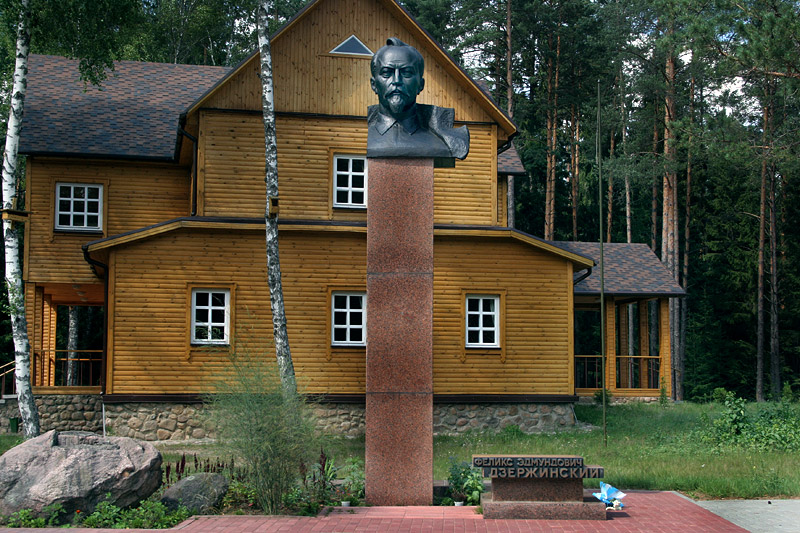
Popiersie Dzierżyńskiego przed muzeum jego osoby w Dzierżynowie
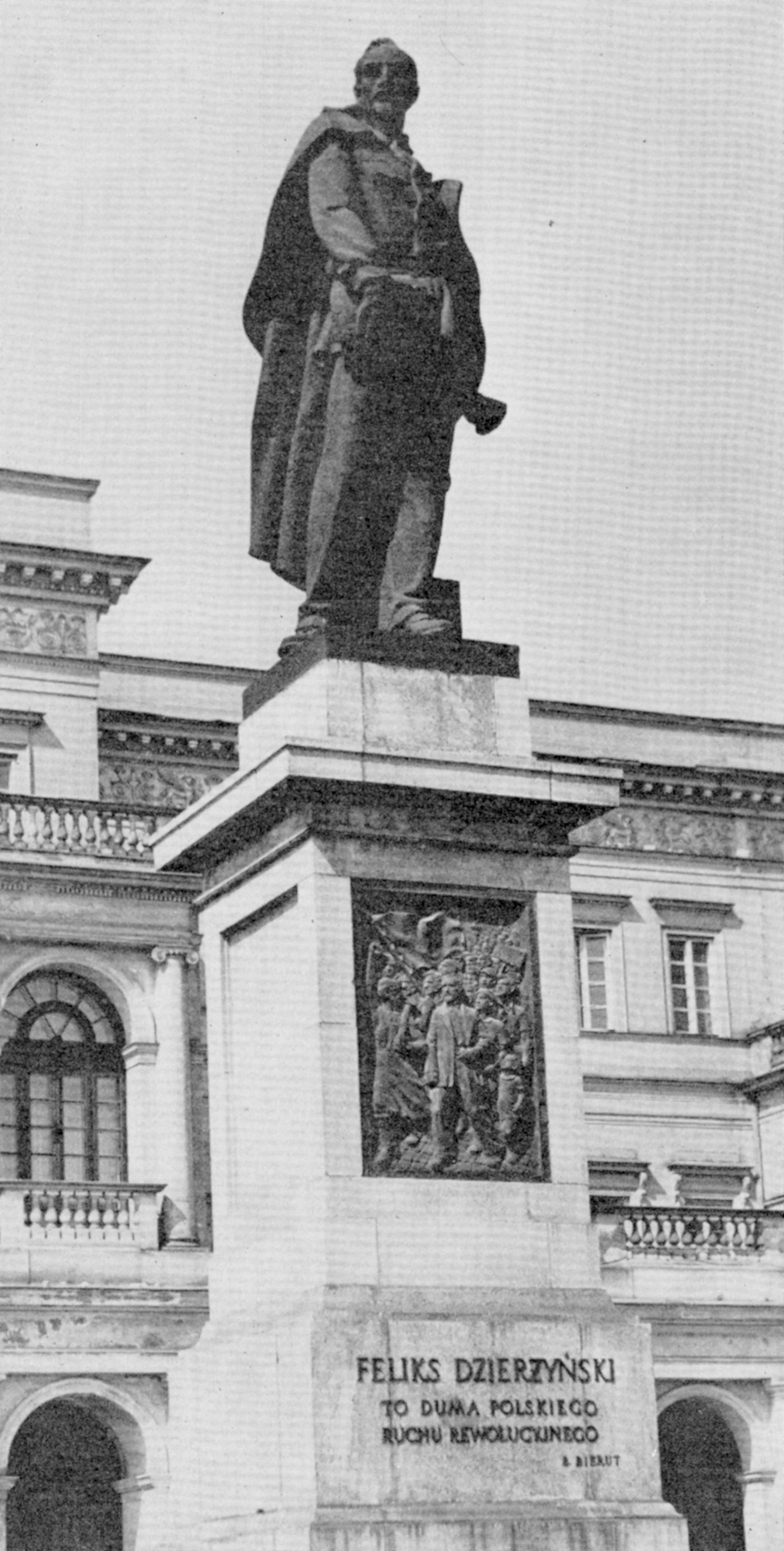
Pomnik Feliksa Dzierżyńskiego w Warszawie
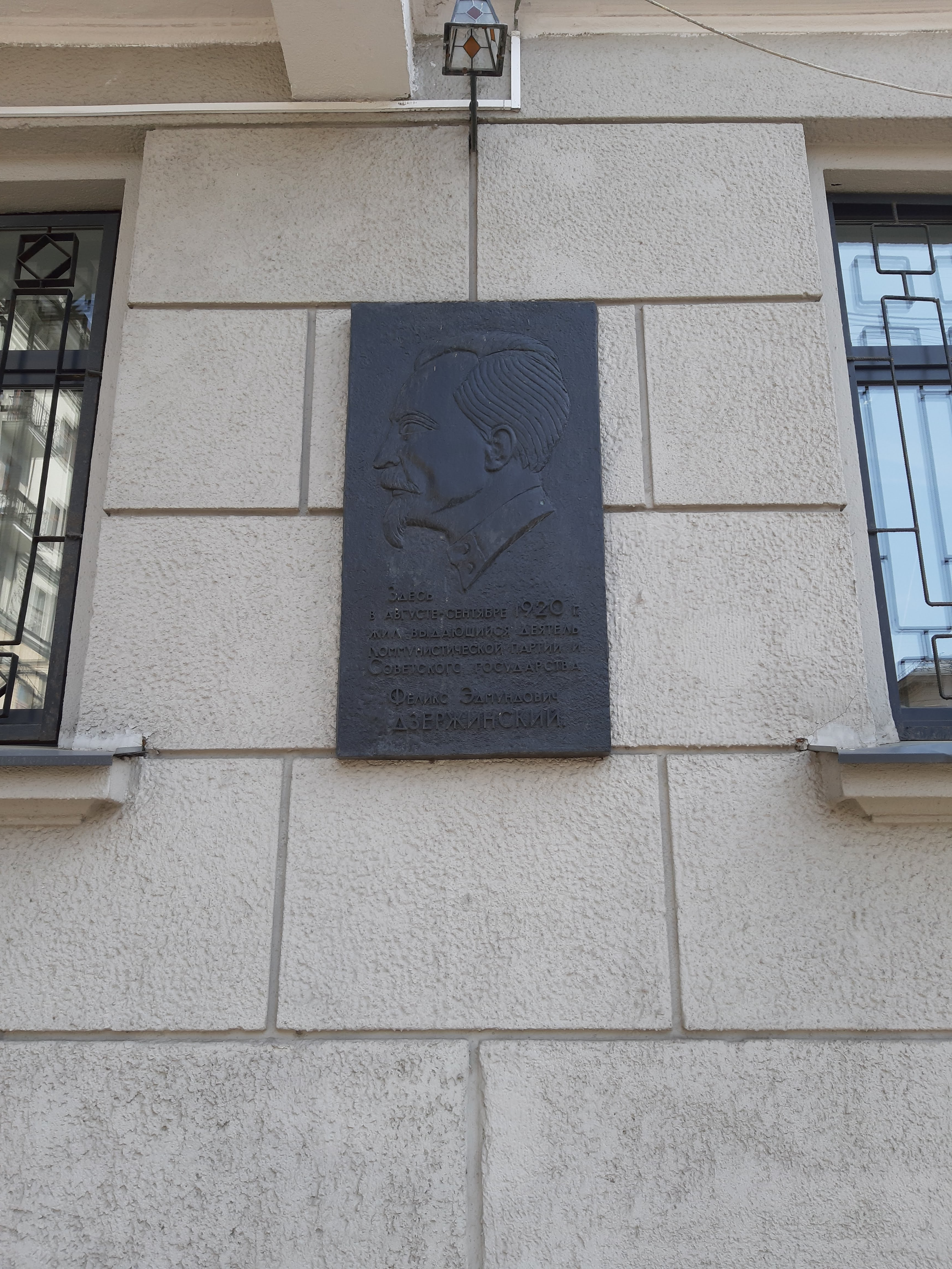
Tablica pamiątkowa upamiętniająca Feliksa Dzierżyńskiego w Mińsku
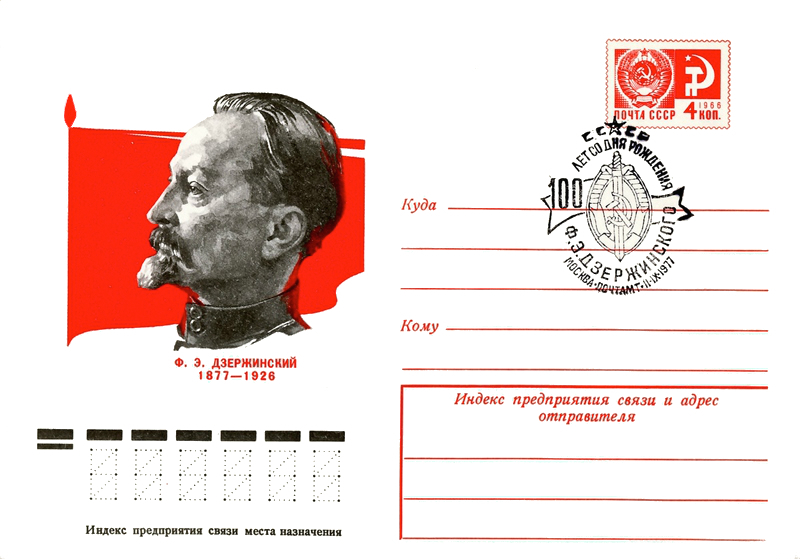
Radziecka koperta pocztowa z 1977 z wizerunkiem Dzierżyńskiego

## Wydania pism autorstwa Dzierżyńskiego
- Pamiętnik więźnia, 1908 (reprint: Książka i Wiedza, Warszawa 1951)
- Miecz, młot i wielki płomień, Centralne Wyd. Ludów SSSR, Moskwa 1926
- Listy do siostry Aldony, Wyd. Książka i Wiedza, Warszawa 1951
- Pisma wybrane, Wyd. Książka i Wiedza, Warszawa 1952
- Izbrannyje proizwiedienia (2 tomy): T 1:1897–1923; T 2: 1924–lipiec 1926, Moskwa Gosud. Izdat. Politiczeskoj Lit., 1957 (ros.)